# Coryphantha pseudonickelsiae
Coryphantha pseudonickelsiae ist eine Pflanzenart in der Gattung Coryphantha aus der Familie der Kakteengewächse (Cactaceae). Das Artepitheton pseudonickelsiae leitet sich vom griechischen Wort pseudo für ‚falsch‘ ab und verweist auf die Ähnlichkeit mit Coryphantha nickelsiae.

## Beschreibung
Coryphantha pseudonickelsiae wächst einzeln oder bildet Gruppen. Die kugelförmigen Triebe erreichen Durchmesser von bis zu 7 Zentimeter. Die bis zu 14 Millimeter langen, am Anfang konischen Warzen werden später gerundet-pyramidal. Nektardrüsen sind gelegentlich vorhanden. Der einzelne Mitteldorn, der bisweilen an einigen Areolen fehlen kann oder verspätet erscheint, ist anfangs braunschwarz und vergraut später. Er ist abstehend, abwärts gebogen, kräftig nadelig und 1,6 bis 2 Zentimeter lang. Die 14 bis 17 hornfarbenen bis bräunlichen vergrauenden Randdornen sind ausstrahlend, gerade, nadelig und weisen Längen von 1,2 bis 1,6 Zentimeter auf.
Die gelben Blüten erreichen Durchmesser von bis zu 3,5 Zentimeter. Die grünen Früchte weisen Längen von bis zu 2 Zentimeter und Durchmesser von 0,8 Zentimeter auf.

## Verbreitung, Systematik und Gefährdung
Coryphantha pseudonickelsiae ist im Nordosten des mexikanischen Bundesstaates Durango auf Lavakies auf Hügeln und an Hängen verbreitet.
Die Erstbeschreibung durch Curt Backeberg wurde 1949 veröffentlicht.
In der Roten Liste gefährdeter Arten der IUCN wird die Art als „Least Concern (LC)“, d. h. als nicht gefährdet geführt.

## Nachweise